# Titel (person)
 For alternative betydninger, se Titel. (Se også artikler, som begynder med Titel)
Titel (fra latin titulus "påskrift") hos en person er beskrivende betegnelse for embede, rang eller ægteskabelig status, der bruges som tiltaleform sammen med personens navn.
Personlige titler opstod i de tidligste feudalsamfund som Romerriget eller det gamle Egypten, hvor der skabtes en strengt opdelt hierarki - man skulle tiltale en herre og en slave forskelligt for at vise, hvem der havde høj status eller mangel på samme.
I tiden op til det sene 20. århundrede var det formelt strengt påkrævet at bruge en persons titel ved tiltalelse eller omtale af denne, især i det offentlige rum.
Det var anset for ligefrem krænkende, hvis man kom til at glemme en titel eller hvis man kom til at tiltale en adelig med fornavn.
Dette gjaldt især for adelen og de kongelige, især i mere diktatoriske kongedømmer, samt indenfor militæret og retsvæsen.
I Danmark er man efter de store ungdoms- og kvindebevægelser siden 1968 og deraf følgende revidering af samfundsnormer gået væk fra den strenge titulering. Man begyndte at tiltale hinanden uformelt i Danmark siden 1970erne, også offentligt og i forhold til sine overordnede. Man gik også over til at bruge sine forældres fornavne, ligesom på skolerne, hvor det nu blev tilladt at tiltale sine lærere med fornavn og uden titler.
I Danmark er det kun i militæret, akademiske kredse og i retsvæsen, at det stadig er påkrævet at bruge de korrekte titler. Hvis man under en retssag ikke titulerer eller tiltaler dommeren korrekt, er det set som foragt for retten og man kan idømmes bøde. Hvis man er medlem af militæret, vil man også blive straffet eller påtalt for ikke at bruge korrekte rangtitler for sine overordnede.
Eksempler på titler
- Eksempler på akademiske titler: doktor, lektor, professor, rektor m.m.
- Eksempler på militære rangtitler: oberst, general, admiral, kaptajn m.m.
- Eksempler på adelige titler: prinsesse, konge, dronning, baron, sir, lady, dame, m.m.
- Eksempler på ægteskabelig eller sociale statustitler: frue, herre, frøken, De, Des, m.m.